# Mars Society

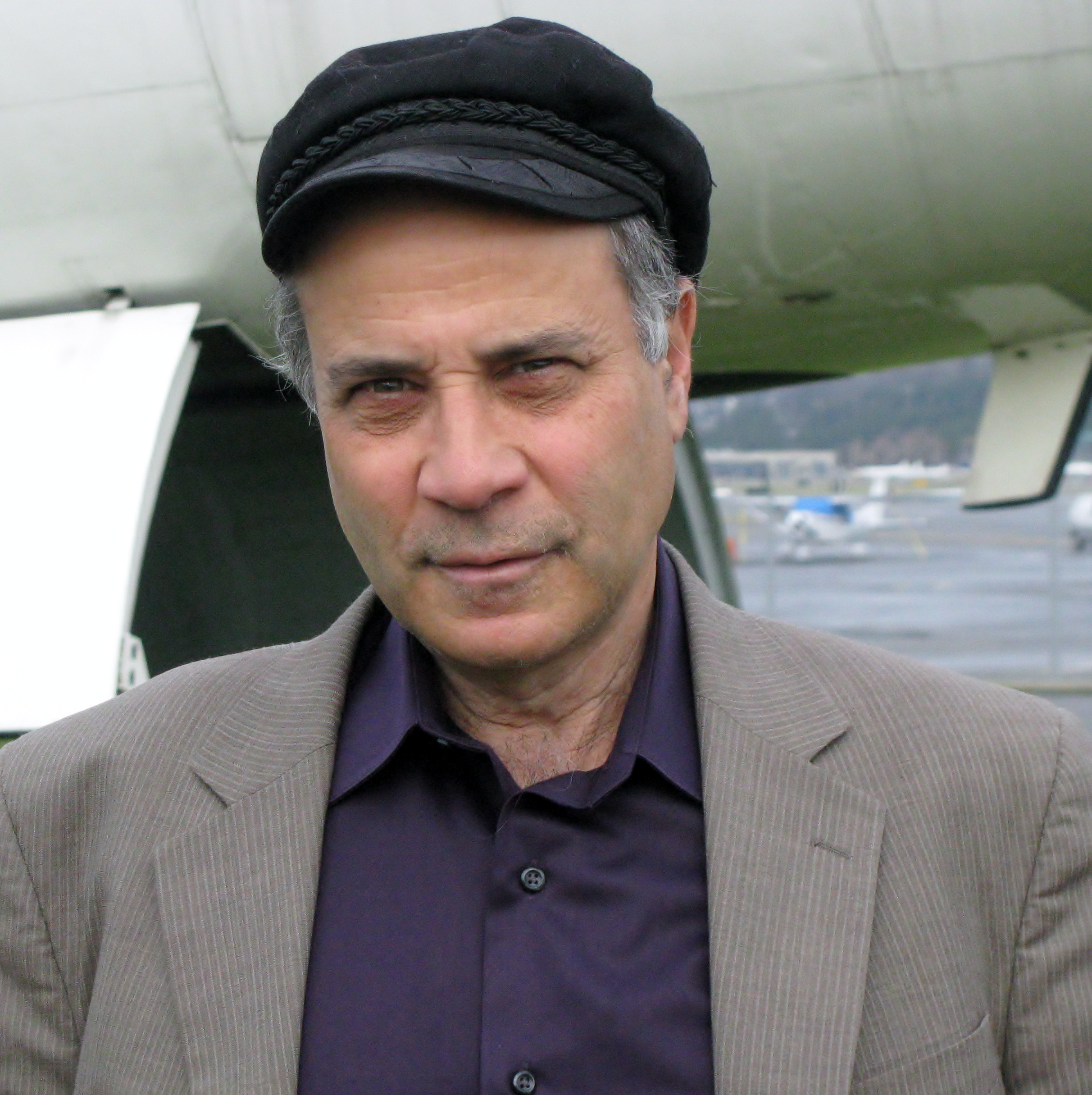
Robert Zubrin, fondatore e attuale presidente della Mars Society.

La Mars Society è un'organizzazione non profit internazionale nata negli Stati Uniti nell'agosto 1998 su iniziativa di Robert Zubrin con lo scopo di promuovere a livello politico l'esplorazione del pianeta Marte, e per sollecitare la comunità scientifica internazionale ad avviare programmi tesi ad acquisire le necessarie conoscenze scientifiche e logistiche per una possibile futura missione sul pianeta rosso.

## Storia
Mars Society, Inc. è stata formalmente fondata nel settembre 1997 ai sensi del Colorado Non-Profit Corporation Act. Nell'agosto 1998 più di 700 delegati - astronomi, scienziati, ingegneri, astronauti, imprenditori, educatori, studenti e appassionati di spazio - hanno partecipato a un fine settimana di conferenze e presentazioni dei principali sostenitori dell'esplorazione di Marte. Da allora, la Mars Society, guidata dal suo comitato direttivo, è cresciuta fino a oltre 5.000 membri e circa 6.000 sostenitori associati in più di 50 paesi in tutto il mondo. I membri della Mars Society provengono da tutti i ceti sociali e lavorano attivamente per promuovere gli ideali di esplorazione spaziale e le opportunità per esplorare il Pianeta Rosso. Nel 2017 l'enciclopedia Marspedia è diventata un progetto ufficiale della Mars Society.

## Attività
Oltre all'attività politica la Mars Society sta lavorando su molti progetti. Il più importante di questi è il Mars Arctic Research Station (MARS), il cui progetto è stato realizzato dall'architetto Kurt Micheels ed è stato poi revisionato dagli scienziati del Center for Mars Exploration della NASA.
L'attuale versione prevede una struttura rigida consistente in un cilindro di 8 metri di diametro con due corridoi interni, contenenti con una zona plancia di 2,5 metri, e un soppalco per creare un altro ponte come utile zona di soggiorno. Il modulo MARS fornirà alloggio per 6 scienziati e conterrà anche un laboratorio completo per supportare ricerche esobiologiche e altre investigazioni geologiche nell'ambiente dell'Isola di Devon che presenta notevoli analogie con Marte.
La Mars Society ha diverse delegazioni sparse in tutto il mondo.